# Frédéric Déhu
Frédéric Déhu (Villeparisis, 24 d'octubre de 1972) és un exfutbolista professional francès, que ocupava la posició de defensa.
Va destacar a les files del RC Lens, on va romandre vuit campanyes, fins a fitxar pel FC Barcelona el 1999. Al conjunt català no va tenir massa fortuna, i tan sols un any després retorna al seu país per militar al Paris St-Germain i a l'Olympique de Marsella.
Al final de la seua carrera retorna als Països Catalans per jugar amb el Llevant UE, per aquella època en primera divisió.
Va ser cinc vegades internacional amb la selecció francesa.

## Carrera de club
Nascut a Villeparisis, Seine-et-Marne, Déhu va fer el seu debut professional amb l'RC Lens, convertint-se en un titular indiscutible a partir de la seva tercera temporada. La 1996–97 va marcar cinc gols, el màxim de la seva carrera, però el club només va poder ocupar el lloc 13è; l'any següent, va ser una unitat defensiva essencial en un any en què el seu equip va guanyar el seu primer títol de la Ligue 1.
L'estiu de 1999, després de prop de 300 aparicions oficials amb el Lens, Déhu va fitxar pel FC Barcelona, però només va jugar 23 partits en totes les competicions amb el conjunt liderat per Louis van Gaal, sent alliberat pels catalans al final de la campanya i va marcar el seu únic objectiu per ajudar a derrotar l'AIK Fotboll per 5-0 a la fase de grups de la UEFA Champions League. Després va tornar al seu país i es va unir al Paris Saint-Germain FC per uns 6 milions d'euros, va romandre quatre anys a la capital i hi va guanyar la Copa de França en la seva darrera temporada.
Amb gairebé 32 anys, Déhu es va traslladar a l'Olympique de Marsella i, després de dos anys, va tornar a Espanya, signant amb l'humil Llevant UE. Com en la seva anterior aventura a l'estranger va ser poc utilitzat, també va ser expulsat dues vegades en els partits a casa contra el Reial Madrid (perdut per 4-1) i el Recreativo de Huelva (victòria per 2-1), en un any que els valencians van evitar per poc el descens de la primera categoria.
Enmig de les acusacions de mala organització en l'estructura del seu darrer club, Déhu es va retirar el març del 2008 amb gairebé 36 anys, després de passar els primers mesos de la nova campanya sense equip.

## Carrera internacional
En dos anys, Déhu va disputar cinc partits per a la selecció francesa. El seu debut va ser el 19 d'agost de 1998, en un amistós 2-2 contra Àustria jugat a Viena.

## Palmarès
Lens
- Lliga francesa: 1997–98[1]
- Copa de la Lliga: 1998–99[10]

París Saint-Germain
- Copa de França: 2003–04[4]
- Copa Intertoto de la UEFA: 2001[11]